# Кэролин Таххан Фачак
Кэролин Таххан Фачак, сестра Кэрол — сирийская монахиня, которая заботилась о женщинах и детях в Дамаске во время гражданской войны в Сирии. В 2017 году она, несмотря на поддержку Башара Асада, была удостоена Международной женской премии за отвагу.

## Биография
Фачак родилась в Алеппо. Она присоединилась к Дочерям Марии Помощницы Христиан и стала известна как «Сестра Кэрол». Она руководила детским садом в Дамаске, который оставался открытым во время гражданской войны в Сирии. Школа открыта для матерей и детей вне зависимости от их вероисповедания. Сёстры также учат матерей шить.

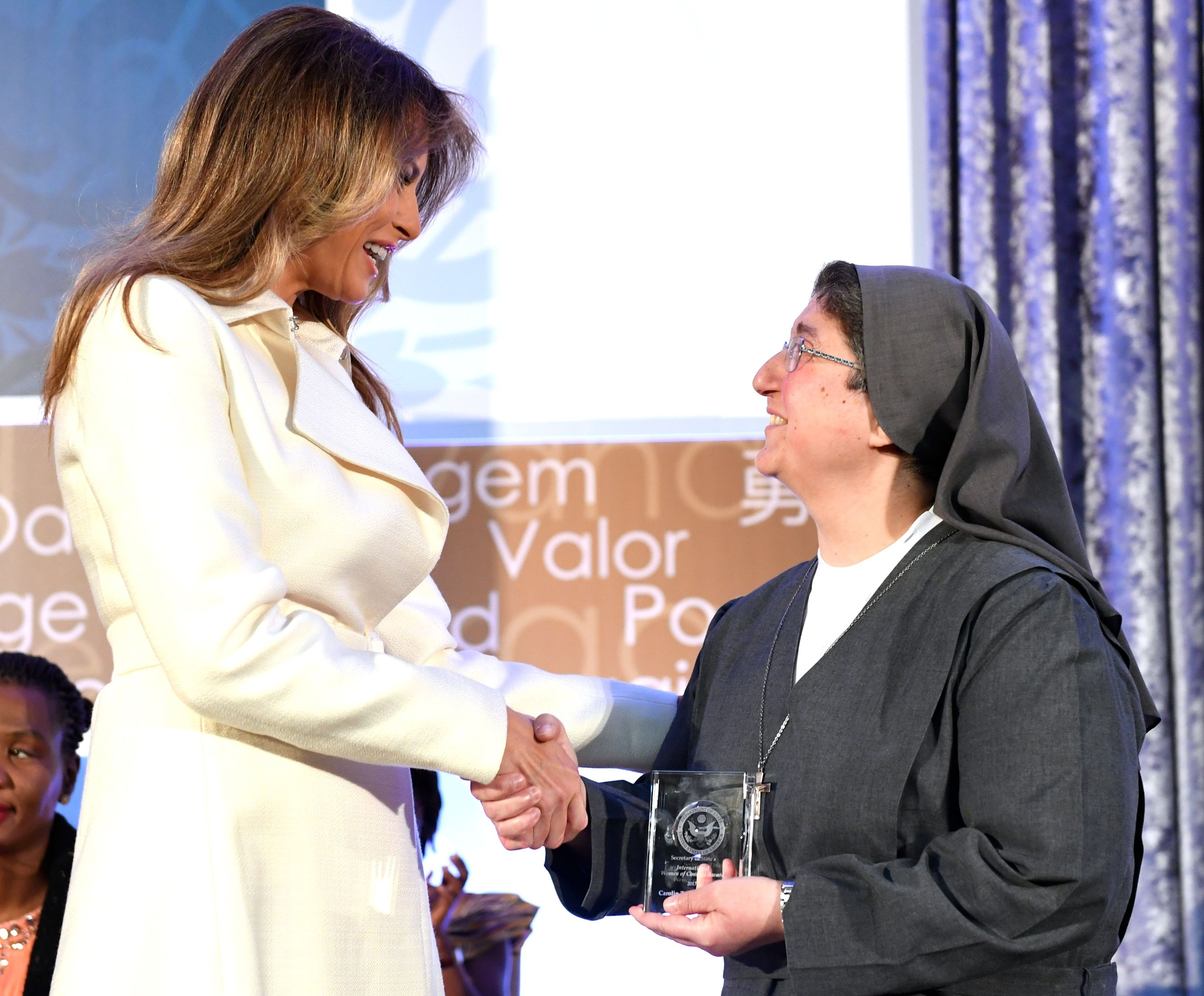
Получение награды от Мелании Трамп

В марте 2017 года работа сестры Кэрол была отмечена госсекретарем США, наградившим её Международной женской премией за отвагу. Награду вручала первая леди Мелания Трамп.
Сестра Кэрол была номинирована Ватиканом при президенте Бараке Обаме. Она выступила против Трампа через две недели после награждения, сказав, что он совершает ошибку, устроив бомбардировки, и поддержав сирийского президента Башара Асада. Фачак сомневается, что Башар Асад отдал приказ о химической атаке в Хан-Шейхуне, в результате которой мирные сирийцы были отравлены газом. Она заявила прессе, что ответная атака Трампа была «шагом назад от мира».
После вручения награды Фачак посетила другие города, в том числе приём в Миннесоте вместе с другой лауреаткой премии, Джаннат Аль-Гези.